# 森美和子
森 美和子（もり みわこ）は、日本の薬学者。環状化合物の合成法や生物活性含窒素複素環化合物の合成法の研究で知られる。第11回猿橋賞受賞。

## 来歴
1963年3月、北海道大学医学部薬学科卒業。持田製薬に勤務した後、1966年、北海道大学大学院薬学研究科へ進学。伴義雄、大石武の指導を受ける。1971年、「弱有機塩基の活性化とその反応性」で薬学博士。同年4月、北海道大学薬学部助手。1980年、薬学会奨励賞を受賞。1987年9月、同助教授。1991年第11回猿橋賞を受賞。1992年、同教授。2004年、日本薬学賞を受賞。同年、北海道大学を退官、同大学名誉教授、北海道医療大学客員教授。